# 托雷-迪莫斯托
托雷-迪莫斯托（義大利語：Torre di Mosto），是意大利威尼托大区威尼斯省的一个市镇。总面积38平方公里，人口4743人，人口密度124.8人/平方公里（2009年）。国家统计（ISTAT）代码为027041。